# Streblotrypella eifelensis
Streblotrypella eifelensis är en mossdjursart som beskrevs av Ernst 2008. Streblotrypella eifelensis ingår i släktet Streblotrypella och familjen Nikiforovellidae. Inga underarter finns listade i Catalogue of Life.